# Vaughn Meader
Abbott Vaughn Meader, communément appelé Vaughn Meader, est un acteur, imitateur et musicien américain né le 20 mars 1936 dans la ville de Waterville, dans le Maine, et mort le 29 octobre 2004 à Auburn dans le Maine.

## Biographie
En octobre 1962, Vaughn Meader sort l'album The First Family qui se vend à plus d'un million d'exemplaires en moins de deux semaines, un record absolu à son époque. L'album s'écoulera au total à 7,5 millions d'exemplaires. Il était remarqué pour ses imitations du président américain John Fitzgerald Kennedy. Il était réputé comme étant alors « le deuxième homme le plus célèbre d'Amérique ». La carrière de Vaughn Meader s'est effondrée suite à l'assassinat du président.

## Filmographie
- 1975 : Linda Lovelace for President (en) de Claudio Guzmán (en) : Rev. Sacrifice
- 1975 : Lepke, le caïd de Menahem Golan : Walter Winchell

## Discographie
- 1962 : The First Family

## Récompenses et distinctions
- Il remporte le Grammy de l'album de l'année en 1963 pour l'album The First Family[5].